# Gilles-Jean Portejoie
Pour les articles homonymes, voir Portejoie.
Gilles-Jean Portejoie, né le 15 juin 1949 à Clermont-Ferrand, est un avocat, homme politique et écrivain français.

## Biographie

### Vie privée
Gilles-Jean Portejoie est marié à Dominique Champeix, avocate, et a deux fils, Jean-Hubert et Renaud, tous deux avocats exerçant aussi dans le cabinet situé dans un immeuble de la rue Blatin à Clermont-Ferrand.
Gilles-Jean Portejoie est propriétaire du château de Bompré, près de Saint-Pourçain-sur-Sioule, dans l'Allier.

### Études
Gilles-Jean Portejoie fait ses études au lycée Blaise-Pascal, puis à la faculté de droit de Clermont-Ferrand, et à l'Institut d'études politiques de Paris. Il y obtient un diplôme d'études supérieures en droit public, et est titulaire du certificat d'aptitude à la profession d'avocat. Il est inscrit au barreau de Clermont-Ferrand depuis 1973.

### Carrière politique
Gilles-Jean Portejoie occupe diverses fonctions politiques.
Il commence sa carrière politique à l'UDF.
Il est élu conseiller municipal de Clermont-Ferrand en 1983, rejoignant le Parti socialiste et devenant ensuite adjoint au maire de Roger Quilliot en 1989, puis premier adjoint de Serge Godard de 1997 à 2007.
Il est conseiller technique au ministère délégué auprès du Premier ministre, chargé des départements et territoires d'Outre-mer en 1988, puis auprès du ministère délégué auprès du ministère de l'Industrie et de l'aménagement du territoire, chargé du tourisme (1988-1989). 
Il est représentant permanent de la France auprès de l'Organisation mondiale du tourisme (1989-1990). Gilles-Jean Portejoie est ensuite nommé auprès de Catherine Tasca, ministre déléguée à la Francophonie, auprès du ministre d'État, ministre des Affaires étrangères (1991-1992). 
Il est membre du Conseil supérieur des Français à l'étranger de 1989 à 1995. Gilles-Jean Portejoie est aussi, depuis octobre 2008, membre de la Commission dite Léger sur la réforme du Code pénal et du Code de procédure civile.
En 2007, Gilles-Jean Portejoie, alors premier adjoint PS de Clermont-Ferrand, annonce son intention de mener une liste dissidente lors des élections municipales de 2008. Le maire, Serge Godard, qui souhaite se représenter démissionne, et le conseil municipal réélit une nouvelle équipe municipale avec Serge Godard comme maire mais sans Gilles-Jean Portejoie. Ce dernier ne dépose finalement pas de liste pour l'élection de 2008. Il est toutefois candidat en troisième position sur la liste de Michel Fanget (Mouvement démocrate) lors des élections municipales de 2014 à Clermont-Ferrand. La liste obtient 8 % des suffrages au premier tour et Gilles-Jean Portejoie n'est pas élu.

### Carrière d'avocat
Gilles-Jean Portejoie considère l'avocat Paul Lombard comme son mentor,. Portejoie est élu par ses pairs en 1987 Bâtonnier de l'ordre de Clermont-Ferrand à l'âge de 37 ans. Son cabinet qui rassemble plusieurs associés dont son épouse et ses fils, possède une annexe boulevard Saint-Germain à Paris.
Avocat dans des affaires médiatiques marquées, on compte Johnny Hallyday, alors accusé de viol par Marie-Christine Vo, l'instruction se soldant par un non-lieu, mais également Michel Charasse, Bernard Tapie, Mazarine Mitterrand, le préfet Bernard Bonnet, Guy Lux, Éric Vigne, le mari de Lolo Ferrari.
Gilles-Jean Portejoie défend aussi l'abbé Maurel, condamné en mars 2000 à dix ans de réclusion criminelle pour viol sur deux mineurs,. Le pourvoi en cassation de l'abbé Maurel est rejeté en 2001. 
Raphaël Géminiani, coureur cycliste de renom, fait appel à lui pour faire reconnaître le record de l'heure de Jacques Anquetil trente ans après les faits. 
Gilles-Jean Portejoie assure la défense du généticien français Laurent Ségala, condamné pour le meurtre de sa belle-mère en Suisse en 2012, et représente Geoffrey Mac Donald et son épouse violemment agressés en 2010 dans leur résidence d'Eygalières, dans les Alpilles.
Il intervient dans l'affaire Fiona pour le compte de Cécile Bourgeon, et dans l'affaire Daval, pour le compte des parents de la victime Alexia Daval, née Fouillot.

### Décorations
- Officier de la Légion d'honneur
- Commandeur de l'ordre national du Mérite

### Œuvres

#### Auteur
- La France sans République, Canope, 1987, 121 p.
- Glas pour l'intime conviction, de l'instinct à la raison, Unlimit, 2009, 125 p.
- La Justice au bénéfice du doute, Presses de la Renaissance, 2006, 207 p.
- Les nuits blanches d'une robe noire, Editions du Moment, 2015, 242 p.
- Les secrets de l'Affaire Lindecker, le mystère du crime de Royat en partie résolu, De Borée, 2017, 190 p.

#### Préfacier
- Alexia, notre fille, Robert Laffont, 2021, 342 p.